# Епархия Апартадо

Герб епархии Апартадо

Епархия Апартадо (лат. Dioecesis Apartadoënsis) — епархия Римско-Католической церкви с центром в городе Апартадо, Колумбия. Епархия Апартадо входит в митрополию Санта-Фе-де-Антиокии. Кафедральным собором епархии Апартадо является церковь Пресвятой Девы Марии Кармельской.

## История
18 июня 1988 года Римский папа Иоанн Павел II выпустил буллу «Quo aptius», которой учредил епархия Апартадо, выделив её из епархии Антиокии, которая в этот же день была преобразована в архиепархию Санта-Фе-де-Антиокии.
В 1990 году в Апартадо была основана своя собственная малая семинария, которая через год в 1991 года приобрела статус высшей семинарии.
В 1991 году в епархии Апартадо был основан паломнический центр, посвящённый Пресвятой Деве Марии Антиокийской и открытый в честь 500-летия христианизации Америки.

## Ординарии епархии
- епископ Isaías Duarte Cancino (18.06.1988 — 19.08.1995 — назначен архиепископом Кали);
- епископ Tulio Duque Gutiérrez S.D.S. (18.03.1997 — 25.07.2001 — назначен епископом Перейры);
- епископ Germán Garcia Isaza C.M. (1.03.2002 — 11.10.2006);
- епископ Luis Adriano Piedrahita Sandoval (3.07.2007 — 05.08.2014 — назначен епископом Санта-Марты);
- епископ Hugo Alberto Torres Marín (29.09.2015 — 25.01.2023 — назначен архиепископом Санта-Фе-де-Антиокии);
- епископ Carlos Alberto Correa Martínez (9.03.2024 — по настоящее время).

## Источник
- Annuario Pontificio, Libreria Editrice Vaticana, Città del Vaticano, 2003, ISBN 88-209-7422-3
- Булла Cum usu cotidiano, AAS 45 (1953), стр. 217
- Булла Quamvis nonnullis  (лат.)